# Eva Botofte
Eva Botofte (født 20. juli 1960) er en dansk digter og forfatter.
Hun blev i 1979 nysproglig student fra Frederikssund Gymnasium og er cand.mag. i kunsthistorie, litteraturvidenskab, tysk og italiensk fra Århus Universitet, Københavns Universitet og Freie Universität Berlin.
Hun debuterede i 2013 med digtsamlingen Hovedskud eller bare pletter og har siden skrevet lyrik, kortprosa, noveller og en roman. Hun har desuden skrevet ultrakorte prosatekster på engelsk samt faglitteratur og katalogtekster til kunstfaglige udgivelser og er udkommet i udenlandske tidsskrifter og antologier. Eva Botofte har desuden oversat skønlitteratur fra tysk; Georg Heym (en), Gustav Meyrink og Friederike Mayröcker (sidstnævnte oversættelse blev præmieret af Statens Kunstfond i 2019), Else Lasker-Schüler, Annette von Droste-Hülshoff.
Udover at skrive beskæftiger hun sig med fotografi (fotografuddannelse fra Fotoskolen Fatamorgana), tegning/illustrationer og skulptur. Som fotograf har hun lavet den håndtrykte artist's book Hotel Insomnia.